# 乌多·布雷希特
乌多·布雷希特（德語：Udo Brecht，1943年4月30日—），德国男子赛艇运动员。他曾代表西德参加世界赛艇锦标赛，获得一枚铜牌。他也曾参加1968年夏季奥林匹克运动会。